# Кетрін Ворд
Кетрін Ворд (англ. Catherine Ward; 27 лютого 1987 року, Мон-Рояль, Квебек, Канада) — канадська хокеїстка. Дворазова Олімпійська чемпіонка (2010, 2014), чемпіонка (2012) та дворазова віце-чемпіонка (2009, 2011) світу.